# Fringe (festiwal)
Fringe – rodzina festiwali artystycznych odbywających się na całym świecie. Fringe odnosi się do multidyscyplinarnych, niekonwencjonalnych działań artystycznych.

## Historia
Termin Teatr Fringe narodził się w 1948 w Edynburgu z myślą o teatrze alternatywnym, by oddzielić go od oficjalnej selekcji festiwalowej edynburskiego festiwalu teatralnego. Kolejnym festiwalem, który podjął ideę Fringe był Adelaide Fringe Festival, odbywający się w Australii, który powstał w opozycji do Festiwalu Sztuki w Adelaide.

## Idea
Festiwale Fringe przyjmują wiele postaci i rozwijają zróżnicowane modele w zależności od miejsca, w którym się odbywają. Festiwale Fringe z założenia szukają czegoś innego niż komercjalna popkultura, ale także czegoś innego niż tak zwana sztuka wysoka, prezentowana na standardowej scenie kulturalnej. Bazują na otwartym i demokratycznym udziale, wykluczając (w większości przypadków) przedwczesna ocenę i kwalifikację, która ogranicza wolny, artystyczny eksperyment. 

## Formuła
W większości przypadków są to festiwale otwarte open Access, w których udział może wziąć każdy, bez względu na wiek, pochodzenie czy poziom zaawansowania w danej dziedzinie twórczości, kto chciałby zaprezentować własny dorobek artystyczny czy też pojedynczy pomysł. Oprócz formuły Open Access zdarzają się festiwale o formule konkursu i loterii.

## Fringe na świecie
Festiwale z rodziny Fringe odbywają się m.in. w: Adelaide, Amsterdamie, Budapeszcie, Edynburgu (Edinburgh Festival Fringe), Hollywood, Pradze, Sztokholmie, Vancouver.

## Fringe w Polsce
W Polsce festiwal z rodziny Fringe odbywa się od 2011 roku, w Sopocie i nosi nazwę Sopot Fringe Festiwal. Koordynatorem polskiej edycji festiwalu Fringe jest Multidyscyplinarne Centrum Kulturalno - Artystyczne, mające swoją siedzibę w miejscu dawnego kompleksu Łazienek Północnych.